# Хусеин-бегова џамија у Броду
Хусеин-бегова џамија је џамија која се налази у центру насеља Брод. Изграђена је у 18. веку, а заједно са харемом проглашена је за Национални споменик Босне и Херцеговине.

## Историјат
Џамија први пут изграђена је у 18. веку. Није позната тачна година изградње и ко је утемељитељ џамије. Срушена је 1908. године и пренесена у Сијековац, да би се на њеном месту подигла нова.
Хусеин-бегова џамија поново је изграђена 1909. године, средствима Владе Босне и Херцеговине, а о томе је сачуван препис натписа у Гази Хусреф-беговој библиотеци у Сарајеву. На џамији се срушио кров и били су оштећени зидови. Хронограм је саставио песник Енверија. Поред године исписане бројкама испод текста, изражен је натпис у ебџеду у последњем дистихону хронограма.
Изглед прве џамије се може донекле реконструирати једино уз помоћ фотографије. Била је то једнопросторна џамија са дрвеном мунаром, карактеристична за џамије које су се градиле на тим просторима. Стара џамија била је поткуполна џамија димензија: главни молитвени простор око 10 х 10 м, улазни трем са софама 10 х 3 м, мунара висине око 3, 3 м. Према доступним фотографијама, џамија је имала дрвени трем без галерије.
Према пројекту из 2003. године и изградњи из 2004., нови објект џамије изведен је у виду скелетне конструкције (АБ серклажи и греде) са испуном од опека-блока дебљине 30 цм. Димензије су 13,20 х 10,00 м. У приземљу су две цјелине: улазни део и главни молитвени простор. Уз улазни дио је абдестхана са санитаријама.
Централни део џамије покривен је армирано-бетонском куполом радијуса око 8 м. Простор у централном делу испод куполе, има висину од око 10,5 м.
Улазни део џамије покривен је са три мање бетонске куполице које су висине 2 м, и налазе се на висинској коти 5, 5 м од приземља. Све куполе покривене су бакарним лимом. Армирамо бетонска мунара је висине 35 м.
Уз џамију је био харем у којем се налазило 13-15 обележених нишана, од којих се за један сматрало да је припадао утемељитељу џамије, Хусеин-бегу.
Хусеин-бегова џамија срушена је у октобру 1992. године током Рата у Босни и Херцеговини, а обновљена 2004. године.